# 의제자백
의제자백(擬制自白)이란 당사자가 상대방의 주장사실을 자진하여 자백하지 않아도 명백히 다투지 아니하거나 당사자의 일방이 기일에 불출석하거나 답변서제출의무기간 내 답변서를 부제출한 경우 그 사실을 자백한 것으로 간주하는 것이다. 자백간주라고도 한다.

## 사례
철수는 민수에게 소송을 제기하였고 법원은 소장과 제1회 변론기일 통지서를 민수에게 공시송달 아닌 송달을 하였다. 민수는 묵묵부답으로 준비서면도 제출하지 않고 변론기일에 결석하자 1심 법원은 철수에게 변론을 명하고 민수의 의제자백으로 간주하여 심리를 종결하였다.

## 성립요건
1. 상대방의 주장사실을 명백히 다투지 아니한 경우(민사소송법 제150조 제1항)
2. 한 쪽 상대자가 기일에 불출석한 경우(민사소송법 제150조 제3항)
3. 답변서의 부제출(민사소송법 제257조 제1항)

## 같이 보기
- 자백
- 권리자백